# جنبا إلى جنب (فلم)
جنباً إلى جنب (بالإنجليزية: Side by Side) هو فيلم وثائقي أمريكي 2012 من إخراج كريستوفر كينالي ومن إنتاج جوستين شولازا وكيانو ريفز. عرض لأول مرة في مهرجان برلين السينمائي الدولي ال62 وعرض بعد ذلك في مهرجان تريبيكا السينمائي.
الفيلم يسلط الضوء على تاريخ تطور التصوير الضوئي والتصوير الرقمي، وكيف تمكن صناع الأفلام من استخدام النوعين لإنجاز مشاريعهم وكيف ساعدت احتياجاتهم والابتكارات على دفع صناعة الأفلام في اتجاهات جديدة. الفيلم يضم مقابلات مع مخرجين مثل كريستوفر نولان وديفيد فينشر ومارتن سكورسيزي وجيمس كاميرون وديفيد لينش، إضافة إلى مصورين وعلماء وفنانين كلهم يكشفون عن تجاربهم ومشاعرهم حول العمل مع التصوير الرقمي والضوئي.
تلقى الفيلم مراجعات إيجابية من النقاد حيث حصل على تقييم 94% على موقع الطماطم الفاسدة.